# 순천시의 국회의원
1948년 제1대 국회의원 선거 당시에는 지역구가 "순천군"이었고, 1949년 8월 14일, 순천읍이 부(府)로 승격되고 순천군이 승주군으로 개칭되었다. 그리고 1949년 8월 15일 순천부는 순천시로 개칭되었다. 따라서 1950년 제2대 국회의원 선거 당시 지역구는 순천시와 승주군으로 각각 분리되었다.

## 행정구역 변천
- 1945년 8월 15일 전라남도 순천군
- 1949년 8월 14일 순천군 순천읍·도사면·해룡면 일부에 순천부 설치, 순천군은 승주군으로 개칭
- 1949년 8월 15일 순천부가 순천시로 개칭
- 1985년 10월 1일 승주군 쌍암면이 승주읍으로 승격
- 1995년 1월 1일 순천시와 승주군이 통합하여 '순천시' 설치

## 순천시의 역대 국회의원
| 대수         | 이름           | 소속정당       | 임기                             | 선거구역 |
| ------------ | -------------- | -------------- | -------------------------------- | --- |
| 제1대        | 황두연(黃斗淵) | 대독촉농민     | 1948년 5월 31일~1950년 5월 30일  | 순천군 갑: 순천읍 해룡면 서면 황전면 |
| 제1대        | 조옥현(趙玉鉉) | 독촉국민회     | 1948년 5월 31일~1950년 5월 30일  | 순천군 을: 월등면 쌍암면 주암면 송광면 외서면 낙안면 별량면 도사면 상사면 |
| 제2대        | 김양수(金良洙) | 민주국민당     | 1950년 5월 31일~1954년 5월 30일  | 순천시 일원(제4선거구) |
| 제2대        | 김정기(金正基) | 무소속         | 1950년 5월 31일~1954년 5월 30일  | 승주군 일원(제30선거구) |
| 제3대        | 윤형남(尹亨南) | 무소속         | 1954년 5월 31일~1958년 5월 30일  | 순천시 일원(제4선거구) |
| 제3대        | 이형모(李炯模) | 자유당         | 1954년 5월 31일~1958년 5월 30일  | 승주군 일원(제12선거구) |
| 제4대        | 윤형남(尹亨南) | 민주당         | 1958년 5월 31일~1960년 7월 28일  | 순천시 일원(제6선거구) |
| 제4대        | 이형모(李炯模) | 자유당         | 1958년 5월 31일~1960년 7월 28일  | 승주군 일원(제13선거구) |
| 제5대 민의원 | 윤형남(尹亨南) | 민주당         | 1960년 7월 29일~1961년 5월 16일  | 순천시 일원(제6선거구) |
| 제5대 민의원 | 조연하(趙淵夏) | 민주당         | 1960년 7월 29일~1961년 5월 16일  | 승주군 일원(제13선거구) |
| 제6대        | 조경한(趙擎韓) | 민주공화당     | 1963년 12월 17일~1967년 6월 30일 | 순천시·승주군 일원(제5선거구) |
| 제7대        | 김우경(金遇敬) | 민주공화당     | 1967년 7월 1일~1971년 6월 30일   | 순천시·승주군 일원(제5선거구) |
| 제8대        | 조연하(趙淵夏) | 신민당         | 1971년 7월 1일~1972년 10월 17일  | 순천시·승주군 일원(제6선거구) |
| 제9대        | 박삼철(朴三喆) | 민주공화당     | 1973년 3월 12일~1979년 3월 11일  | 순천시·구례군·승주군 일원(제4선거구) |
| 제9대        | 강길만(姜佶滿) | 무소속         | 1973년 3월 12일~1979년 3월 11일  | 순천시·구례군·승주군 일원(제4선거구) |
| 제10대       | 유경현(柳瓊賢) | 민주공화당     | 1979년 3월 12일~1980년 10월 27일 | 순천시·구례군·승주군 일원(제4선거구) |
| 제10대       | 허경만(許京萬) | 신민당         | 1979년 3월 12일~1980년 10월 27일 | 순천시·구례군·승주군 일원(제4선거구) |
| 제11대       | 허경만(許京萬) | 민주한국당     | 1981년 4월 11일~1985년 4월 10일  | 순천시·구례군·승주군 일원(제5선거구) |
| 제11대       | 유경현(柳瓊賢) | 민주정의당     | 1981년 4월 11일~1985년 4월 10일  | 순천시·구례군·승주군 일원(제5선거구) |
| 제12대       | 유경현(柳瓊賢) | 민주정의당     | 1985년 4월 11일~1988년 5월 29일  | 순천시·구례군·승주군 일원(제5선거구) |
| 제12대       | 허경만(許京萬) | 신한민주당     | 1985년 4월 11일~1988년 5월 29일  | 순천시·구례군·승주군 일원(제5선거구) |
| 제13대       | 허경만(許京萬) | 평화민주당     | 1988년 5월 30일~1992년 5월 29일  | 순천시 일원 |
| 제13대       | 조순승(趙淳昇) | 평화민주당     | 1988년 5월 30일~1992년 5월 29일  | 구례군·승주군 일원 |
| 제14대       | 허경만(許京萬) | 민주당         | 1992년 5월 30일~1995년 6월 7일   | 순천시 일원 |
| 제14대       | 조순승(趙淳昇) | 민주당         | 1992년 5월 30일~1996년 5월 29일  | 승주군 일원 |
| 제15대       | 김경재(金景梓) | 새정치국민회의 | 1996년 5월 30일~2000년 5월 29일  | 순천시 갑: 송광면 외서면 낙안면 별량면 상사면 덕연동 풍덕동 남제동 저전동 장천동 대평동 덕흥동 인안동                                                                                                 |
| 제15대       | 조순승(趙淳昇) | 새정치국민회의 | 1996년 5월 30일~2000년 5월 29일  | 순천시 을: 승주읍 주암동 해룡면 서면 황전면 월등면 용수동 영옥동 행금동 매곡동 삼산동 조곡동 중앙동 왕조동                                                                                            |
| 제16대       | 김경재(金景梓) | 새천년민주당   | 2000년 5월 30일~2004년 5월 29일  | 순천시 일원 |
| 제17대       | 서갑원(徐甲源) | 열린우리당     | 2004년 5월 30일~2008년 5월 29일  | 순천시 일원 |
| 제18대       | 서갑원(徐甲源) | 통합민주당     | 2008년 5월 30일~2011년 1월 27일  | 순천시 일원 |
| 제18대       | 김선동(金先東) | 민주노동당     | 2011년 4월 28일~2012년 5월 29일  | 순천시 일원 |
| 제19대       | 김선동(金先東) | 통합진보당     | 2012년 5월 30일~2014년 6월 12일  | 순천시·곡성군 일원 |
| 제19대       | 이정현(李貞鉉) | 새누리당       | 2014년 7월 31일~2016년 5월 29일  | 순천시·곡성군 일원 |
| 제20대       | 이정현(李貞鉉) | 새누리당       | 2016년 5월 30일~2020년 5월 29일  | 순천시 일원 |
| 제21대       | 소병철(蘇秉哲) | 더불어민주당   | 2020년 5월 30일~2024년 5월 29일  | 순천시·광양시·곡성군·구례군 갑: 순천시 승주읍 서면 황전면 월등면 주암면 송광면 외서면 낙안면 별량면 상사면 향동 매곡동 삼산동 조곡동 덕연동 풍덕동 남제동 저전동 장천동 중앙동 도사동 왕조1동 왕조2동 |
| 제21대       | 서동용(徐東鏞) | 더불어민주당   | 2020년 5월 30일~2024년 5월 29일  | 순천시·광양시·곡성군·구례군 을: 순천시 해룡면, 광양시·곡성군·구례군 일원 |
| 제22대       | 김문수(金文洙) | 더불어민주당   | 2024년 5월 30일~                 | 순천시·광양시·곡성군·구례군 갑: 순천시 승주읍 서면 황전면 월등면 주암면 송광면 외서면 낙안면 별량면 상사면 향동 매곡동 삼산동 조곡동 덕연동 풍덕동 남제동 저전동 장천동 중앙동 도사동 왕조1동 왕조2동 |
| 제22대       | 권향엽(權香葉) | 더불어민주당   | 2024년 5월 30일~                 | 순천시·광양시·곡성군·구례군 을: 순천시 해룡면, 광양시·곡성군·구례군 일원 |

## 같이 보기
- 여수시의 국회의원
- 광양시의 국회의원
- 곡성군의 국회의원
- 구례군의 국회의원
- 승주군의 국회의원
- 순천시 (1988년 선거구)
- 구례군·승주군
- 순천시 갑
- 순천시 을
- 순천시 (2000년 선거구)
- 순천시·곡성군
- 순천시 (2016년 선거구)
- 순천시·광양시·곡성군·구례군 갑
- 순천시·광양시·곡성군·구례군 을
- 순천시장